# 50Plus Das Generationen-Bündnis
50Plus Das Generationen-Bündnis (Kurzbezeichnung: 50Plus) war eine deutsche rechtspopulistische Kleinpartei, die von 2004 bis 2009 existierte. 

## Geschichte
Die Partei wurde am 26. Juni 2004 in Birkenwerder gegründet, der Landesverband in Bayern am 8. September 2007. Hans Werner Müller, Landesvorsitzender in Brandenburg und Mitgründer der Partei, war von 1991 bis 1999 Landesvorsitzender und Spitzenkandidat der Republikaner in Berlin gewesen. Die Partei gliederte sich in zwei Landesverbände und einen Bundesverband. Die Partei wurde 2009 aufgelöst.
Die Kurzbezeichnung „50Plus“ sollte nach Selbstdarstellung der Partei verdeutlichen, dass sie langfristig eine Mehrheit von über 50 Prozent anstrebe. Dass die Bezeichnung als „50Plus Das Generationen-Bündnis“ daneben Verwirrung über eine besondere Verbundenheit der Partei mit der Generation der über 50-Jährigen stiften soll, gilt als wahrscheinlich.

## Wahlen
In Brandenburg erreichte die Partei bei der Landtagswahl 2004 1,0 Prozent der Stimmen. Bei der Bundestagswahl 2005 trat die Partei unter dem Namen „50Plus – Bürger- und Wählerinitiative für Brandenburg“ in Brandenburg an und erreichte dort 10.536 Stimmen, was in Brandenburg 0,7 Prozent der Stimmen und bundesweit etwa 0,1 Prozent ausmachte. Bei der Kommunalwahl in Brandenburg 2008 trat die Partei zusammen mit Wählergruppen als Listenvereinigung unter dem Namen Brandenburger Vereinigte Bürgerbewegungen/50Plus landesweit an und gewann mit 1,7 Prozent der Stimmen insgesamt 14 Kreistagsmandate. Sie beteiligte sich an der Europawahl 2009 und erzielte dabei in Brandenburg 0,7 % bzw. bundesweit 0,3 Prozent der Stimmen. Bei der Landtagswahl in Brandenburg 2009 erhielt die Gruppierung 0,6 Prozent der Zweitstimmen.